# Riel (Eindhoven)
Riel is een buurt in het stadsdeel Stratum in de stad Eindhoven, in de Nederlandse provincie Noord-Brabant. De buurt Riel is vernoemd naar het gehucht Riel in de voormalige gemeente Zesgehuchten. De buurt behoort tot de wijk Putten waartoe ook de volgende buurten behoren:
- Poeijers
- Burghplan
- Sintenbuurt (Bonifaciuslaan)
- Tivoli
- Gijzenrooi
- Nieuwe Erven
- Kruidenbuurt
- Schuttersbosch
- Leenderheide
- Riel